# Abdelkader Bahloul
Abdelkader Bahloul – tunezyjski zapaśnik walczący w obu stylach. Zajął szesnaste miejsce na mistrzostwach świata w 1987. Srebrny medalista igrzysk afrykańskich w 1987. Zdobył cztery medale na mistrzostwach Afryki w latach 1984 - 1990. Drugi na mistrzostwach arabskich w 1983 i 1987; czwarty na igrzyskach panarabskich w 1985 roku.